# Culture de Canegrate
Subdivisions
Canegrate I ; Canegrate II
Objets typiques
Céramique biconique, dite à point ; rites funéraires de crémation
La culture de Canegrate est une culture archéologique nord-italienne du bronze récent, phases BzD1 et BzD2, attestée au XIIIe (elle débute vers 1 300 a.v. J.C.). Cette culture est précédée par la culture de Terramare ainsi que celle de Scamozzina, et suivie par la proto-culture de Golasecca. Son aire géographique correspond approximativement à l'actuelle moitié occidentale de la Lombardie à laquelle est conventionnellement adjointe la partie orientale du Piémont. Quoique plus faible et mesurée, sa diffusion se prolonge également au sein de l'Ouest de la région piémontaise.
La culture de Canegrate se caractérise essentiellement par un rite funéraire d'incinération. Les cendres de  la défunte personne sont ensuite placées dans une urne. De ce fait, la culture de Canegrate procède de l'ensemble archéo-culturel européen dit « à champs d'urnes »,,. Les restes incinérés du défunt sont fréquemment accompagnées de divers artéfacts fabriqués en bronze, dont des armes, mais également de fibules et d'objets d'apparat. Par ailleurs, le corpus archéologique de la culture de Canegrate met en évidence une confection artisanale et un recours systématique à un matériel céramique de type biconique.

## Historique

### Histoire de la civilisation de Canegrate
La civilisation de Canegrate représente la première vague migratoire des populations de culture des champs d'urnes de la partie nord-ouest des Alpes qui, à travers les cols alpins, avait déjà pénétré et s'était installé dans la vallée occidentale du Pô entre le lac Majeur et le lac de Côme (culture de Scamozzina (en)). Ils apportent une nouvelle pratique funéraire — la crémation — qui supplante l'inhumation.

### Campagnes de fouilles des années 1950 et introduction de la culture de Canegrate
En mai 1952, l'ingénieur civil et archéologue amateur Guido Sustermeister entreprend les fouilles dans les fondations d'un bâtiment — la Casa Colombo, propriété de Mario Colombo — située sur la via Bramante, à quelques dizaines de mètres des tombes excavées en 1926, au sein des soubassements de l'église de Santa Colomba (it),,,. Avec son équipe, il met en évidence plusieurs sépultures datées de la même époque que celles de Santa Colomba. Sustermeister y recueille un imposant matériel, dont, au mois de septembre, une urne biconique à lèvre curviligne, bords arrondis et fond plat, sa panse présentant une décoration faite de rainures verticales finement incisées et interrompues par des motifs en forme de gousse. L'ensemble du corpus archéologique, principalement constitués d'artefacts à usage ornementaux et domestiques, est confié à la Soprintendenza pour les biens archéologiques de la Lombardie,.
À partir de mars 1953, la Soprintenza lombarde délègue la direction du chantier de fouilles à l'archéologue et préhistorien Ferrante Rittatore Vonwiller. Vonwiller poursuit les recherches dans le quartier de Santa Colomba ainsi que dans la zone circonscrite autour de la Casa Colombo,,,.
En raison de l'importance des gisements mis au jour, Vonwiller déclare, dans son rapport de fouilles de 1953, « qu'il peut être proposé d'appeler culture de Canégrate ce faciès dont l'existence n'était pas connue jusqu'à présent ». Vonwiller introduit la notion de « culture de Canegrate » dans un article publié en 1953-1954 (La Necropoli di Canegrate, Sibrium, volume I),,.
Les recherches de terrain se poursuivent ensuite de mars 1954 jusqu'à l'automne 1956. Durant la première phase de cette troisième campagne de fouilles, en août 1954, une sépulture est découverte fortuitement dans le sous-sol d'une école maternelle de Canegrate, lors d'importants travaux effectués sur une usine à gaz locale,,. La tombe, datée du bronze récent et assignée à la culture de Canegrate, délivre notamment une urne biconique contenant des restes d'ossements incinérés,,. La situation géographique de cette sépulture, établie dans une zone distante d'environ 600 mètres de celles de Santa Colomba et de la Casa Colombo, suggère la présence très probable d'un autre groupe de tombes,,. Pour Vonwiller, ce noyau de tombes aurait été creusé postérieurement à celles mises au jour à la Casa Colombo et au niveau de l'église de Santa Colomba. Au total, depuis la première campagne de fouilles opérée en 1926, environ 200 tombes à incinération ont été alors excavées.

## Caractéristiques

### Faciès archéologique

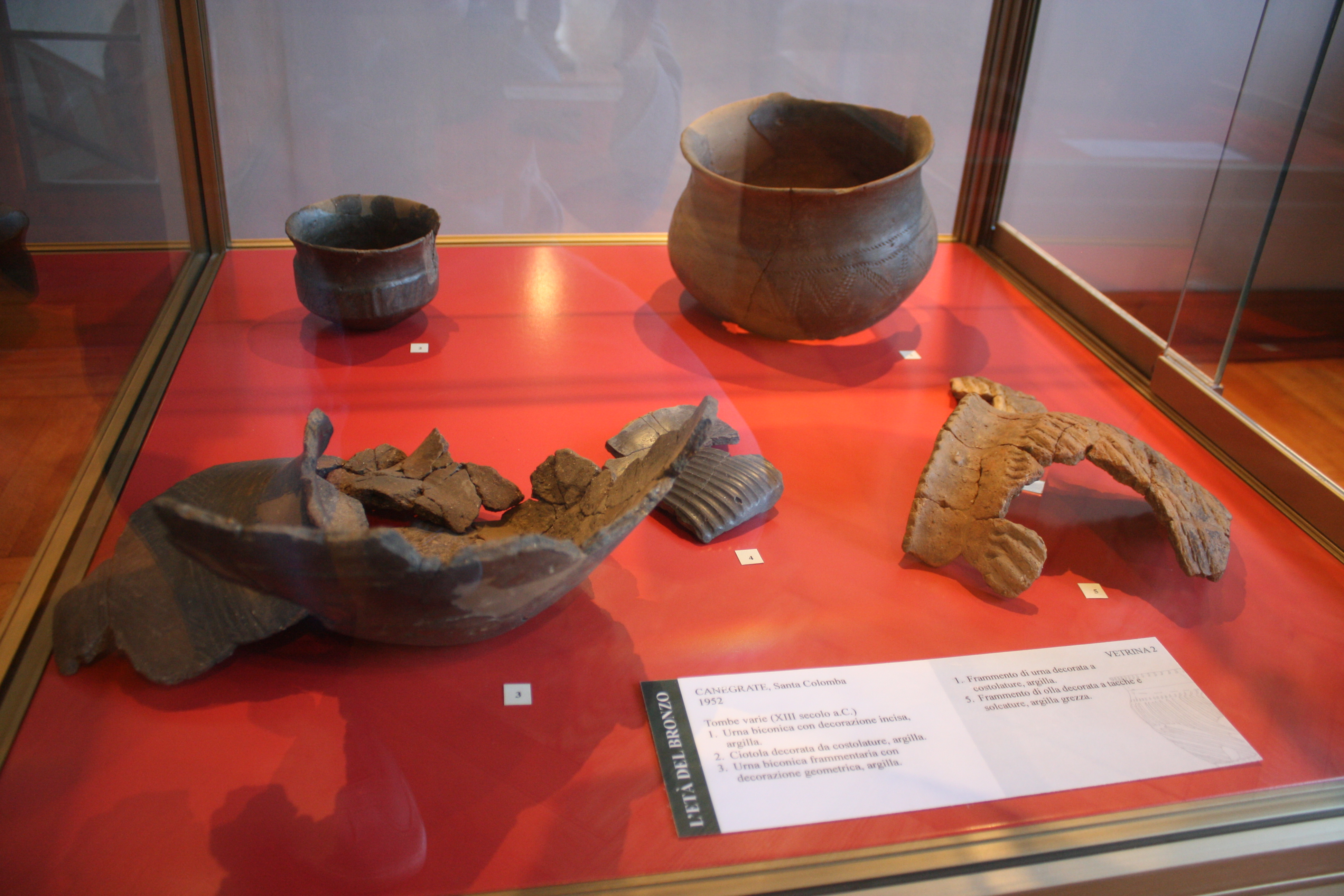
Mobilier funéraire daté du mis en évidence dans le hameau de Santa Colomba, à Canegrate, en 1953.

Le faciès de Canegrate introduit un nouveau style décoratif en céramique qui marque une rupture presque totale avec la culture Scamozzina précédente ; ce style est lié à celui de la zone alpine du nord-ouest dans la phase la plus ancienne de la culture des champs d'urnes. Pour autant, quelques gisements archéologiques, tels que ceux retrouvés dans les années 1980 au sein d'un puits de déposition à Garlasco, dans la province de Pavie, ou encore dans le hameau de Lumellogno, dans la ville de Novare ainsi qu'à Ponzana (hameau de Casalino), mettent en évidence des affinités entre ces deux faciès tardo-bronzifères : notamment des urnes à bords évasés et panses tronconiques décorée par des rangées de traits horizontaux d'où partent des sillons obliques et des vases à motifs en forme de gousse et rangée de tirets inclinés,.
Les découvertes uniformes et isolées de Canegrate ne montrent pas de continuité avec la culture de Polada qui l'a précédé, ni ne fournissent la preuve d'une insertion progressive de Canegrate dans la zone. À contrario, la continuité des spécificités de faciès avec le protogolaseccien, qui suit le Canegrate II sur la même aire géographique, est nette.

### Aire d'extension géographique
Le faciès de Canegrate est attesté le long des rives du Tessin, les groupes cultutels dérivés attestés dans les alpes (ces groupes culturels possèdent les mêmes caractéristiques spécifiques que le faciès de Canegrate) s'étendent au sein du bassin de la Doire Baltée ainsi que dans le Haut-Valais.

## Conservation muséographique

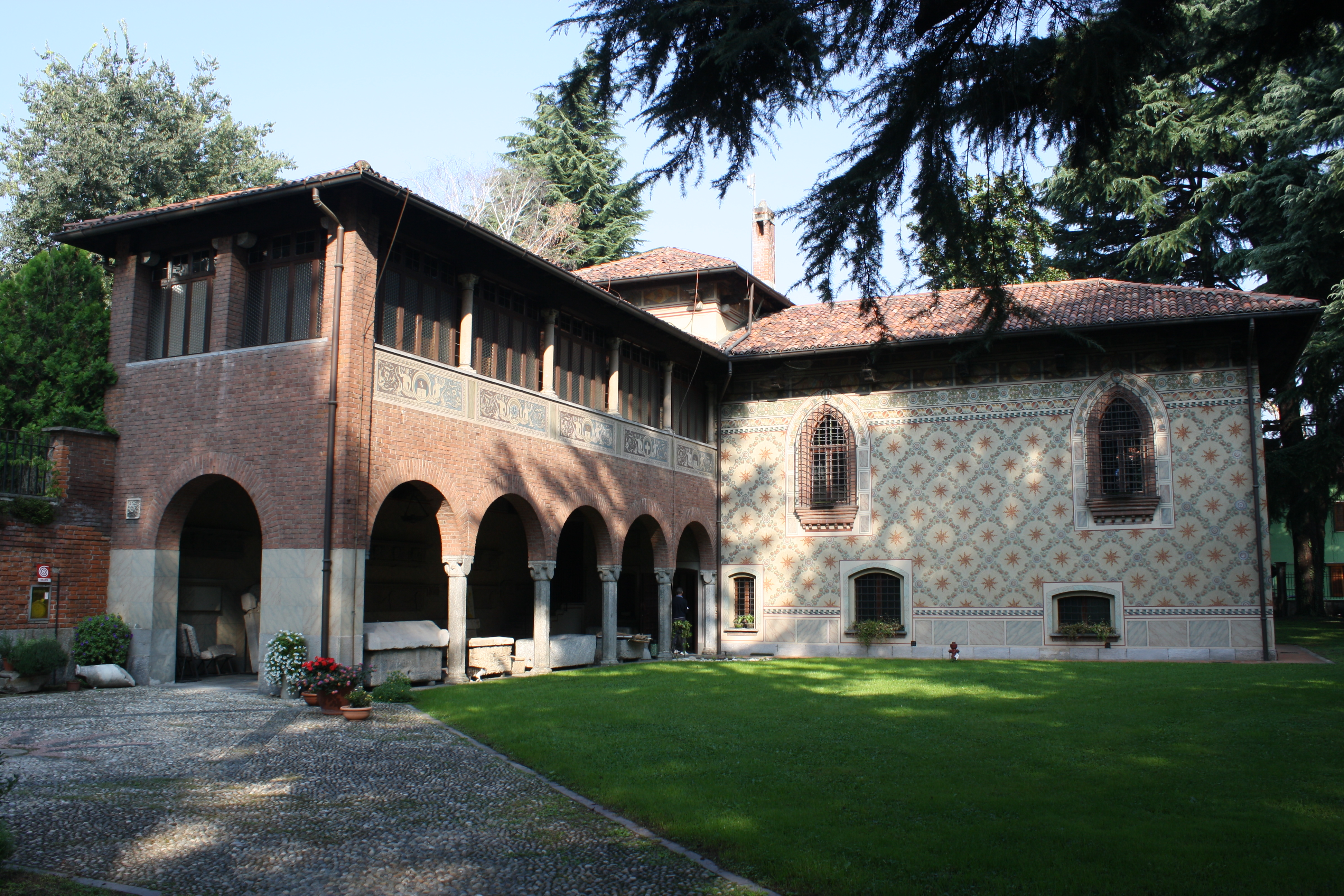
Le à Legnano, établissement où sont conservés des artefacts issus des fouilles de la nécropole de Canegrate.

## Contexte
- Tableau récapitulatif des différents systèmes de datation en Europe au cours de la période celtique dite de Hallstatt[b] :

| Système de datation archéologique de l'Europe | Chronologie                                   | Évènements en Europe                                                                                           | Monde hellénistique                                   | Monde italico - étrusque | Monde celtique            | Monde celtique                           | Monde celtique           | Monde celtique                             |
| --------------------------------------------- | --------------------------------------------- | --- | ----------------------------------------------------- | ------------------------ | ------------------------- | ---------------------------------------- | ------------------------ | ------------------------------------------ |
|                                               |                                               | |                                                       |                          | Celtes d'Allemagne du Sud | Celtes de la Gallia comata/Gaulois       | Celtes d'Europe de l'Est | Celtes golasecciens / Italie du Nord-Ouest |
| Âge du bronze récent                          | -1200 - 1100 av. J.C. / XIIe siècle av. J.-C. | Déclin de la civilisation mycénienne / Linéaire C                                                              | Helladique récent IIIC1                               | Culture de Terramare     | Hallstatt A1              | Bronze final IIA                         | Hallstatt A1             | Canegrate I                                |
| Âge du bronze récent                          | -1100 - -1000 av. J.C / XIe siècle av. J.-C.  | Fin de la civilisation mycénienne / Linéaire C                                                                 | Helladique récent IIIC2/IIIC3 / Culture submycénienne | Proto-villanovien        | Hallstatt A2              | Bronze final IIB                         | Hallstatt A2             | Canegrate II                               |
| Âge du bronze récent                          | -1000 - -900 av. J.C.                         | Migration celtes                                                                                               | Période protogéométrique                              | Proto-villanovien        | Hallstatt B1              | Bronze final IIIA                        | Hallstatt B1             | Proto-golaseccien                          |
| Âge du bronze récent                          | -900 - -800 av. J.C. /                        | Fondation de Carthage -814 avant J.C.                                                                          | Géométrique                                           | Villanovien I            | HallstattB2/B3            | Bronze final IIIB                        | Hallstatt B2/B3          | Proto-gollaseccien                         |
| Âge du fer ancien                             | -800 - -700 av. J.C. /                        | Fondation de Rome -753 avant J.C.                                                                              | Géométrique récent                                    | Villanovien II           | Hallstatt C               | Hallstatt ancien                         | Hallstatt C              | Golasecca IA                               |
| 1er Âge du fer                                | -700 - -600 av. J.C. / VIe siècle av. J.-C.   | Grands tumuli du Bade-Wurtemberg / Acquisition de l'écriture à Golasecca / premiers sites proto-urbains celtes | Période orientalisante                                | Villanovien III          | Halstatt C/Ha C           | Hallstatt ancien                         | Halstatt C/Ha C          | Gollasecca 1B / 1C                         |
| 1er Âge du fer                                | -600 - -500 av. J.C. / VIe siècle av. J.-C.   | Monarchie romaine                                                                                              | Grèce archaïque                                       | Culture étrusque         | Hallstatt D               | Hallstatt moyen à final                  | Hallstatt D              | Golasecca 2A / 2B                          |
| 1er Âge du fer                                | -500 - -400 av. J.C. / Ve siècle av. J.-C.    | Fondation de Massillia -400                                                                                    | Grèce archaïque                                       | Monarchies étrusques     | Hallstatt D/Ha D          | Hallstatt moyen - final/Ha moyen - final | Hallstatt D/Ha D         | Golasecca 2B / 2C                          |
| 2d Âge du fer                                 | -400 - -300 av. J.C. / IVe siècle av. J.-C.   | Sac de Rome (-384) et extension de la koinè celtique                                                           | Fondation de Massillia - Période classique            | République romaine       | La Tène A                 | La Tène Ancienne                         | La Tène orientale        | Golasecca III                              |